# TV Marabá
A TV Marabá foi uma emissora de televisão brasileira instalada em Marabá, no Estado do Pará. A emissora era afiliada à Boas Novas e sintonizada no canal 13 VHF analógico. A emissora pertencia à Prefeitura Municipal de Marabá, razão o nome recebido da emissora.
Entrou no ar em 1976 (tornando-se a primeira emissora no leste do Pará) até sair do ar em 2019, quando saiu voluntariamente do ar depois que a prefeitura não ter feito a transição do sinal analógico para o digital (canal 42).

## História

### Concessão
Antes da concessão, a cidade paraense de Marabá é localizada no sudeste do Pará a 1006 quilômetros da capital Belém por estrada (sendo a principal cidade no leste do Pará) e 397 quilômetros da cidade maranhense de Imperatriz também por estrada. Em agosto de 1976, o prefeito nomeado na cidade, Haroldo da Costa Bezerra Pinheiro, apresentou próprio plano de implantação do canal televisivo em Marabá, prometendo colocar no ar antes de 15 de novembro (Feriado Nacional) do mesmo ano.
Nesse ano, o prefeito Haroldo Pinheiro prometeu colocar na pequena cidade de Marabá, a emissora de TV no ar para que a população puder acompanhar a novidade que já havia atingido os grandes centros urbanos do País. Pinheiro pediu estudo sobre a importância desse veículo e os aspectos técnicos para instalação da emissora e conseguiu auxílio dos principais comerciantes na cidade, ao conseguir Cr$ 263.395,00 (duzentos e sessenta e três mil e trezentos noventa cinco cruzeiros) do total de Cr$ 1.009.117,00 (um milhão e nove mil e cento dezessete cruzeiros).
Em setembro, um mês depois que Pinheiro apresentar o projeto da emissora, o Ministério das Comunicações publicou no Diário Oficial da União (DOU) a portaria do Plano Básico de distribuição de 112 canais em UHF para as 51 cidades paraenses (média de dois canais em cada cidade), através do Departamento Nacional de Telecomunicações (DENTEL).
Na época, o Governo Federal sob a presidência de Ernesto Geisel (1974-1979) estava implantando o sistema UHF no Brasil no interior do país (como acontecia nos Estados Unidos), através das TVs comerciais e educativas brasileiras, já que UHF apresenta qualidade e alcance superior do que a VHF. No entanto, as transmissões em UHF pelas TVs brasileiras não decolaram no interior do país nos anos 70 devido os televisores com duas bandas de sintonia e o conversor (VHF e UHF) serem muito caros, além de poucas TVs educativas e comerciais sintonizadas em UHF (a única a fazer foi a TV Ajuricaba entre 1967 a 1980 inicialmente no canal 38 e depois ao canal 20 em Manaus, Amazonas). Todas as TVs nas capitais que tinha retransmissoras usavam a banda UHF pra repetição de imagens e sons para interior dos Estados que convertiam em VHF. Até então, o uso da banda UHF para TVs era inexplorado e só passou a ser usado em larga escala nos anos 90.
Após a publicação da portaria do Plano Básico pelo Ministério das Comunicações no Diário Oficial da União (DOU), para distribuição de canais UHF para cidades paraenses, a Prefeitura e o comércio local trataram de agir e marcaram para o dia 6 de novembro, a inauguração da emissora. Lojas e armazéns elaboraram listas com a relação dos possíveis compradores dos receptores televisivos (mesmo aqueles que ainda não tinha condições para adquiri-la em prazo até 24 meses para pagar, ou até novembro de 1978), ocorrendo o inédito vai-e-vem de caminhões entregando a domicílio os aparelhos “só para experimentar” ou “para pagar em 24 meses”.

### 1976: Instalação
Como havia pressa pela instalação, não foi possível instalar a torre no local escolhido (7 quilômetros da sede do município) e nem mesmo os estúdios para exibição do vídeo-tape (VT). Aliada também disputas políticas, a oposição atingia com descrédito a administração por conta da televisão para o povo, como prefeito prometeu na campanha da prefeitura (em 1974) e sua administração estava sendo atingida por não ter cumprido a promessa.
A emissora foi instalada provisoriamente nos altos da Loja Armazém Paraíba, no km 4 da Rodovia Transamazônica. Enquanto isso, a Prefeitura utilizava instalações da estação, sob responsabilidade de um técnico de Imperatriz (MA), selecionado para instalar equipamentos da emissora. Depois disso, o dia da inauguração prevista (6 de novembro) foi adiado por mais de três dias.

### 1976: Inauguração
Na noite do dia 9 de novembro (dia combinado para a entrada do ar da emissora), era esperada pelos telespectadores, a entrada do Canal 13 no ar. A TV Marabá entra ao ar, com a gravação de mensagem em vídeo tape do prefeito Haroldo Pinheiro. No discurso de inauguração, Pinheiro falou sobre as realizações na administração municipal e sobre a televisão que chegava à cidade. O discurso de inauguração foi gravada na cidade de Imperatriz nos estúdios da TV Imperatriz que foi inaugurada um ano antes. 
Até chegada da televisão, não tinha emissoras de rádios (a maioria da população da cidade captava sinais de emissoras do Pará e de outros estados, inclusive as emissões estrangeiras), havia dois jornais com poucas páginas que não eram diários (apesar de 80% da população era analfabeta e havia poucas escolas) e vários autos-falantes em que os comerciantes berravam para localidade para enviar mensagens. Estima-se que no dia da inauguração da TV Marabá, havia 3 mil televisores na cidade e na zona rural de Marabá, com 30 mil habitantes, dos quais 15 mil em Marabá e perímetro urbano.
A grande novidade da emissora são as exibições as programações gravadas através em fitas de U-matic trazidas pelas TVs da cidade de Belém da Liberal (afiliada à Globo) e a Marajoara (emissora própria da Tupi), além da TV Imperatriz, trazidas em viagens diárias de aviões de Belém e Imperatriz (na época, as estradas eram de terra e demoravam uma semana de viagem).
As imagens exibidas por U-matic pela TV Marabá era novidade para época, pois se tornou umas das primeiras emissoras de TVs brasileiras a serem inauguradas já com esta tecnologia que era restrita apenas nas emissoras das capitais e algumas cidades do interior, com a programação colorida e em preto-e-branco, umas das últimas emissoras de TV a exibir programação preto e branco no país.
Inicialmente, a emissora só entrava no ar apenas na noite, pra exibir a programação das duas principais redes do País da época (a Tupi e a Globo). Pela Globo, eram exibidas as novelas, séries e o telejornal Jornal Nacional; pela Tupi, eram exibidas as novelas (entre elas, O Julgamento) e o entretenimento (Gente Inocente e Petrocelli).

### 1976-77: Experimentação
Após entrar no ar, a TV Marabá deveria ter três meses de experimentação (9 de novembro de 1976 até 9 de fevereiro de 1977) no Canal 38 UHF (o canal estipulado pela DENTEL) mas por conta de detalhe técnico (praticamente todos os receptores dos televisores só tinham canais 2 até 13 VHF), a emissora optou em entrar no ar no Canal 13. O vice-prefeito, José Brasil de Araújo, afirmou na reportagem da revista Veja:
| “ | O Dentel (Departamento Nacional de Telecomunicações) sabe disso, mas quem vai fechar nossa TV? | ” |

Essa pergunta procede na cidade (declarada como Zona de Segurança Nacional) onde estão localizados 23ª Brigada do Exército, o 2º Batalhão de Infantaria da Selva e o quartel da Polícia Militar, onde existem aparelhos de televisor a cores.
Após o término do prazo do funcionamento de três meses de experimentação, a emissora que só entrava ao ar na noite, passa a ser no final da tarde. Em março, a Prefeitura enviou ofício aos todos os comerciantes que contribuíram com a primeira etapa da estação. O motivo é para pedir autorização dos contribuintes para assinar convênio na qual passaria repetir a programação da Rede Globo na região, mas que para isso vincularia com a TV Liberal de Belém. Apenas cinco dos contribuintes concordaram com a proposta, pois a maioria dos comerciantes quer que sejam sócios majoritários, temendo que a algum político local use a emissora para fins políticos.
| “ | É por que está havendo resistência, por que o prefeito [Haroldo Pinheiro] havia prometido a nós [os comerciantes de Marabá] que seríamos acionistas majoritários da TV [Marabá], de acordo com seu plano de evitar que seu sucessor viesse a utilizá-la politicamente no futuro. | ” |

A proposta da TV Liberal não está descartada, mas também exibe programas da TV Marajoara (da TV Tupi), apesar de que isso regulamentaria o Canal 13, mas os acionistas se mostram satisfeitos com a Marajoara, com veiculação de anunciantes.
Em edição datada no dia 13 de abril, a revista Veja publicou sobre o surgimento da emissora, tanto nos bastidores e personalidades da emissora, uns dos poucos registros da emissora.

### 1978-80: TV Marabá no Canal 13
Em 1978, o DENTEL regularizou sobre irregularidade do canal da TV Marabá, ao aprovar mudança do Canal 38 para 13, acabando este impasse de ponto de vista técnico, já que o canal 38 nunca foi utilizado pela emissora. Durante os anos 70, a programação da TV Marabá era baseada em programas em VT, vindas do Maranhão (pela TV Imperatriz) e do Pará (pelas TVs Liberal e Marajoara).
Depois que Haroldo Pinheiro deixou a prefeitura (1975 a 1979), a TV Marabá foi administrada pelo prefeito nomeado, o major da PM Benedito Orlando de Farias Aguiar. O prefeito Benedito Aguiar ficou no cargo até 1981.

### 1980-86: TV Marabá com Liberal, Imperatriz, Difusora e Globo
Em 1980, quando o Governo Federal cassou as concessões da Rede Tupi, incluindo a Marajoara, a TV Marabá foi obrigada a exibir apenas programação exibida pelas TVs Liberal e Imperatriz da Rede Globo.
Depois que Benedito Aguiar deixou a prefeitura (1979 a 1981), a TV Marabá foi administrada pelo prefeito nomeado Samuel Rodrigues de Monção. O prefeito Samuel Monção ficou no cargo até 1983. Nessa época, em maio de 1981, o jornal-informativo O Mandi, noticiou a troca de afiliação da TV Marabá.
| “ | Gradativamente o Maranhão vai tomando conta da nossa região. A TV Marabá passou a repetir o sinal da TV Difusora de São Luís. Em todo o Pará as imagens de televisão são levadas para o interior através da Funtelpa (Fundação das Telecomunicações do Pará), o mesmo que a Embratel faz com os Estados. | ” |

Em 1982, a Rede Globo passou a transmitir toda programação em via satélite, acabando viagens feitas por avião de São Luís-Marabá. Nesse ano, depois de anos ser uma mera exibidora da programação da Globo, passou repetir a rede integralmente através por via satélite Brasil Sat 2.
Em 1983, após Paulo Bosco Rodrigues Jadão assumir a prefeitura, convida o jornalista Hiroshi Bogéa a implantar programação local na emissora. Em 1984, a emissora já exibia três telejornais ao vivo de manhã, tarde e noite (Bom Dia Marabá, TV Marabá e Boa Noite Marabá).
Com passar do tempo, a estrutura da TV Marabá começou a ficar sucateada, fazendo com que a emissora fique algumas horas e até dias sem sinal, provocando protestos dos telespectadores.
Até 1985, a TV Marabá atuou sozinha na região, quando entrou no ar a TV Tocantins no canal 10 analógico (afiliada à Rede Bandeirantes) acabando o monopólio de única emissora da cidade e região.

### 1993-99: Rede Manchete
Em 1987, por conta da estrutura inferior para padrões da Globo, a emissora perdeu afiliação da Globo para a recém-inaugurada da filial TV Liberal no canal 2 analógico. Com isso, passou a ser afiliada do SBT tendo sido citada como afiliada em 1990 no programa de Silvia Poppovic. Nessa época, o prefeito era Hamilton de Brito Bezerra (PMDB), que fica no cargo até 1989. Depois a emissora foi administrado pelo prefeito, o Dr. Nagib Mutran Neto, de 1989 a 1993. Ele resolveu ter a própria emissora de TV em diversas cidades paraenses. Para tal, tornou-se sócio da Rede de Comunicação Regional (RCR), razão social da Rede de Comunicação Regional Ltda., entrou na concorrência para ganhar emissoras de TVs no Pará e conseguiu autorização por atos assinados entre 14.11.96 e 17.12.96 a instalar retransmissoras da TV A, todas em UHF, em seis municípios: Altamira, Itupiranga, São João do Araguaia, Xinguara, Conceição do Araguaia e Parauapebas. Mutran é ligado ao senador e ex-governador Jader Barbalho.
Em 1992, no ano eleitoral municipal, um fato controverso acontece na emissora: o prefeito Nagib Neto decidiu transferir todos os equipamentos e a estrutura da emissora ao Grupo W. Norte para colocar ao ar a TV Eldorado com o sinal do SBT no canal 7 analógico em 1993. Ou seja: a TV Eldorado estava usando estrutura da TV Marabá, que ficou fora do ar. Com isso, em 1993, passou a retransmitir as imagens da Rede Manchete.
A transferência de toda a estrutura pública que inclui o desvio dos equipamentos da emissora municipal à iniciativa privada pela prefeitura virou escândalo local. O caso foi alvo de denúncias pelo Ministério Público tanto no local e estadual por ser ilegal, pois empresas privadas não podem administrar qualquer autarquia pública.
No mesmo ano, o ex-prefeito e fundador da emissora, Haroldo Pinheiro foi eleito prefeito e foi empossado em 1º de janeiro de 1993, voltando a comandar a prefeitura.
Em 1993, no início do governo municipal de Pinheiro, uma CPI local foi instalada para apurar os desvios dos equipamentos e irregularidade na concessão da TV Marabá para o grupo privado, mas não deu em nada, pois os vereadores governistas e a prefeitura barraram as investigações.
O escândalo é encerrado depois que o Grupo W. Norte foi obrigado a devolver todos os equipamentos à TV Marabá após comprar os seus pra uso próprio para a TV Eldorado, o que fez a emissora voltar ao ar.
Em 1996, Geraldo Mendes de Castro Veloso, o vice Sebastião Miranda e os 17 vereadores e os suplentes foram eleitos e assumiram os cargos em 1º de janeiro de 1997 até 1º de janeiro de 2001.
Durante os anos 90, a TV Marabá ganhou novos concorrentes na cidade, as repetidoras da Rede Vida, Rede União, Canção Nova e Rede Record (TV Fox). Na radiodifusão, a cidade ganhou quatro rádios: Rádio Liberal e Liberal FM, Rádio Clube e Clube FM e a Alternativa FM (fechada em 2001).

### 1999-2018: TV!, RedeTV! e Rede Boas Novas
Em 1999, com o fim da Manchete que passou a ser a TV!, a TV Marabá repetiu a nova rede até virar RedeTV! no final do ano.
Em 2000, o então vice Sebastião Miranda (PTB), mais conhecido como Tião Miranda e os 17 vereadores e os suplentes foram eleitos e assumiram os cargos em 1º de janeiro de 2001 até 1º de janeiro de 2005.
Em 2001, no primeiro mandato do governo Tião Miranda (PTB) e quase fim de contrato com a RedeTV!, o vereador e pastor da igreja evangélica Assembleia de Deus, Leodato Marques (PP) negociou com a prefeitura para que repetissem o sinal da Rede Boas Novas (RBN). Na sede da emissora também funciona o sinal da Rede Vida (canal 15) e que posteriormente divide com a Canção Nova (canal 32), ambas da Igreja Católica. Ou seja: a torre da TV Marabá emite sinal de três emissoras.
No início de 2002, a TV Marabá troca a RedeTV! e passa a ser afiliada à Rede Boas Novas (RBN), a audiência cai após conversão da emissora em programação cristã.
Em 2007, depois da Rede Boas Novas passou a se chamar apenas Boas Novas, a TV Marabá passou a se identificar apenas RBN Marabá com sua logomarca, embora mantém o antigo nome.

### 2018-19: TV Marabá fora do ar
Em 2018, após dois adiamentos de transição do sinal analógico para o digital e contrariando a expectativa de possível transmissão da TV digital da TV Marabá, a prefeitura decidiu manter sinal analógico até o fim do prazo da transição analógica ao digital, que foi encerrando às 23h59min do dia 10 de janeiro de 2019, juntamente com outras emissoras.
Em 20 de janeiro de 2020, a Boas Novas permitiu que a TV Kairós passasse ser nova afiliada da rede depois que a TV Marabá demorar em retornar seu sinal na região, o que caracteriza a perda de afiliação da emissora.